# Quanitra Hollingsworth
Quanitra Hollingsworth (Chesapeake, Virginia, 15 de noviembre de 1988) es una jugadora de baloncesto estadounidense nacionalizada turca. Con 1.96 metros de estatura, juega en la posición de pívot.